# Grafenwiesen
Grafenwiesen – miejscowość i gmina w Niemczech, w kraju związkowym Bawaria, w rejencji Górny Palatynat, w regionie Ratyzbona, w powiecie Cham. Leży w Lesie Bawarskim, około 15 km na wschód od Cham, nad rzeką Regen, przy linii kolejowej (Lam–Cham).

## Dzielnice
W skład gminy wchodzą następujące dzielnice:
| - Grafenwiesen - Berghäuser - Englmühle - Feßmannsdorf - Haiberg - Matheshof | - Schönbuchen - Thürnhofen - Voggendorf - Watzlhof - Zittenhof |

## Oświata
W gminie znajduje się przedszkole i  szkoła podstawowa.